# Universiada de 1970
La Universiada de 1970 fue la sexta edición de las Universiadas que se llevaron a cabo en Turín, Italia. 

## Medallero
País organizador
| #     | País                          | Oro | Plata | Bronce | Total |
| ----- | ----------------------------- | --- | ----- | ------ | ----- |
| 1     | Unión Soviética               | 26  | 17    | 15     | 58    |
| 2     | Estados Unidos                | 22  | 18    | 11     | 51    |
| 3     | República Democrática Alemana | 8   | 3     | 4      | 15    |
| 4     | Italia                        | 4   | 4     | 7      | 15    |
| 5     | Japón                         | 3   | 7     | 5      | 15    |
| 6     | Hungría                       | 3   | 6     | 6      | 15    |
| 7     | Alemania Occidental           | 3   | 6     | 4      | 13    |
| 8     | Reino Unido                   | 3   | 4     | 7      | 14    |
| 9     | Polonia                       | 3   | 1     | 5      | 9     |
| 10    | Yugoslavia                    | 3   | 1     | 1      | 5     |
| 11    | Países Bajos                  | 1   | 1     | 2      | 4     |
| 12    | Austria                       | 1   | 1     | 1      | 3     |
| 12    | Bulgaria                      | 1   | 1     | 1      | 3     |
| 14    | Francia                       | 1   | 0     | 4      | 5     |
| 15    | Rumania                       | 0   | 4     | 2      | 6     |
| 16    | Cuba                          | 0   | 2     | 2      | 4     |
| 17    | Australia                     | 0   | 1     | 0      | 1     |
| 17    | Checoslovaquia                | 0   | 1     | 0      | 1     |
| 17    | Grecia                        | 0   | 1     | 0      | 1     |
| 17    | Suecia                        | 0   | 1     | 0      | 1     |
| 21    | Canadá                        | 0   | 0     | 1      | 1     |
| 21    | Corea del Sur                 | 0   | 0     | 1      | 1     |
| 21    | Madagascar                    | 0   | 0     | 1      | 1     |
| 21    | Panamá                        | 0   | 0     | 1      | 1     |
| Total | Total                         | 82  | 80    | 81     | 243   |

## Note
- Results, on cusi.it

- Datos: Q1150805
- Multimedia: 1970 Summer Universiade / Q1150805